# The Devil Wears Prada (banda)
The Devil Wears Prada é uma banda americana de metalcore de Dayton, Ohio, formada em 2005. Antigamente conhecida como uma banda cristã de metalcore, atualmente é composta pelos membros Mike Hranica (vocal, guitarra adicional), Jeremy DePoyster (guitarra base, vocal), Kyle Sipress (guitarra, backing vocals), Mason Nagy (baixo), Jonathan Gering (teclados, backing vocals) e Giuseppe Capolupo (bateria). A banda manteve sua formação original até que o tecladista James Baney deixou a banda.
Até o momento, o grupo lançou oito álbuns de estúdio: Dear Love: A Beautiful Discord (2006), Plagues (2007), With Roots Above and Branches Below (2009), Dead Throne (2011), 8:18 (2013), Transit Blues (2016), The Act (2019) Color Decay (2022) e a versão de luxo do álbum Color Decay; Color Decay Deluxe (2023)
O nome da banda deriva de uma mentalidade antimaterialista, como indicado pelo vocalista Mike Hranica, ao invés de referir-se diretamente ao romance de mesmo nome. 
A banda foi fundada quando os integrantes originais, Mike, Jeremy, Chris, Andy, Daniel e James ainda estavam no colegial.

## Origem do nome
Apesar de especulações de que a banda escolhera o seu nome após ter saído o filme com mesmo título, descobriu-se então que eles já existiam  antes de o filme ser lançado. Eles explicaram que o nome da banda é baseado em uma mentalidade anti-materialista, indicando que "Deus, no juízo final, não olhará para as posses materiais das pessoas, mas sim para as suas atitudes e ações".

## Estilo musical
Em seus primeiros anos, a banda e seus trabalhos foram descritos como metalcore e metal cristão. As crenças dos membros da banda e os temas de suas músicas também levaram seu gênero a ser descrito como "metalcore cristão".
Um artigo de 2010 classificou a banda como no gênero "metalcore cristão", devido a crença de seus membros, e os temas presentes em suas músicas.
Em 2021, o guitarrista da banda Kyle Sipress, respondeu a uma postagem no Reddit perguntando se eles ainda consideravam suas músicas como cristãs, em resposta Sipress declarou: 
Por um longo tempo não promovemos a banda como cristã. A maioria de nós é, mas o nosso objetivo é de escrever músicas divertidas de tocar.

## Integrantes
- Mike Hranica - Vocal, Guitarra
- Jeremy DePoyster – Guitarra base, Vocal limpo
- Mason Nagy – Baixo
- Giuseppe Capolupo – Bateria
- Jonathan Gering – Teclados, Sintetizadores
- Kyle Sipress – Guitarra principal

### Ex-integrantes
- Chris Rubey – Guitarra Principal
- James Baney - Teclados & Sintetizadores
- Daniel Williams (falecido) - Bateria
- Andy Trick - Baixo

## Discografia
Álbuns de estúdio
- Dear Love: A Beautiful Discord (2006)
- Plagues (2007)
- With Roots Above and Branches Below (2009)
- Dead Throne (2011)
- 8:18 (2013)
- Transit Blues (2016)
- The Act (2019)
- Color Decay (2022)
- Color Decay Deluxe (2023)

EPs
- Patterns of a Horizon (2005)
- Zombie EP (2010)
- Space EP (2015)
- ZII (2021)

Álbuns ao vivo
- Dead & Alive (2012)
- Audiotree Live (2018)

Compilações
- Punk Goes Crunk – "Still Fly" (2008)[4]
- Warped Tour 2008 – "Reptar King of the Ozone" (2008)[5]
- Warped Tour 2009 – "Sassafras" (2009)[5]
- Warped Tour 2011 – "Anatomy" (2011)[5]
- Warped Tour 2014 – "Sailor's Prayer" (2014)[5]

## Videografia
- "Hey John, What's Your Name Again?" (2007)
- "HTML Rulez D00d" (2007)
- "Danger: Wildman" (2009)
- "Assistant to the Regional Manager" (2010)
- "Born to Lose" (2011)
- "Dead Throne" (2012)
- "Mammoth" (2012)
- "Vengeance" (2012)
- "First Sight" (2013)
- "Martyrs" (2014)
- "War" (2014)
- "Sailor's Prayer " (2015)
- "Planet A" (2016)
- "Alien" (2016)
- "Daughter" (2016)
- "To The Key Of Evergreen" (2016)
- "Worldwide" (2017)
- "Chemical" (2019)
- "The Thread" (2019)
- "Forlorn" (2021)
- "Sacrifice" (2021)
- "Watchtower" (2022)
- "Salt" (2022)
- "Time" (2022)
- "Broken" (2022)
- "Cancer" (2023)
- "Reaching" (2023)
- "Ignorance" (2023)